# Poa chirripoensis
Poa chirripoensis är en gräsart som beskrevs av Richard Walter Pohl. Poa chirripoensis ingår i släktet gröen, och familjen gräs. Inga underarter finns listade i Catalogue of Life.